# Andreas Klier
Andreas Klier (ur. 15 stycznia 1976 w Monachium) – niemiecki kolarz szosowy, zawodnik profesjonalnej grupy Garmin-Sharp.
Największym sukcesem zawodnika jest etapowe zwycięstwo w Vuelta a España w 2007 oraz zwycięstwo w wyścigu jednodniowym Gandawa-Wevelgem cztery lata wcześniej.

## Najważniejsze zwycięstwa i sukcesy
- 2002
  - zwycięstwo w Grote Prijs Jef Scherens
- 2003
  - wygrana w Gandawa-Wevelgem
- 2005
  - drugi w E3 Prijs Vlaanderen
  - drugi w Ronde van Vlaanderen
- 2007
  - wygrany 13. etap w Vuelta a España